# Rainer Gawell
Rainer Gawell (* 22. Mai 1924; † 1994) war ein deutscher Fußballspieler.

## Karriere
Gawell begann beim Beuthener SuSV 09 mit dem Fußballspielen und setzte es bei den Sportfreunden Klausberg fort. Mit dem Ende des Zweiten Weltkriegs kam auch der Spielbetrieb zum Erliegen.
Nach seiner Entlassung aus sowjetischer Kriegsgefangenschaft war er zunächst in Halle und Erfurt als Spieler aktiv und spielte dann bis 1951 im thüringischen Sömmerda für die BSG Mechanik.
Von 1951 bis 1953 bestritt er für Alemannia Aachen 44 Punktspiele in der Oberliga West und erzielte drei Tore. Sein Debüt gab er am 19. August 1951 (1. Spieltag) bei der 2:3-Niederlage im Auswärtsspiel gegen Schwarz-Weiß Essen, sein erstes Tor erzielte er am 16. November 1952 (11. Spieltag) bei der 2:5-Niederlage im Auswärtsspiel gegen Rot-Weiss Essen mit dem Treffer zum 1:3 in der 40. Minute. Des Weiteren kam er in sechs Spielen des DFB-Pokal-Wettbewerbs zum Einsatz und debütierte am 17. August 1952 in Herzogenrath beim 5:2-Erstrunden-Sieg über den TuS Essen-West. Seine beiden Toren in dem nationalen Pokalwettbewerb für Vereinsmannschaften erzielte er am 1. und 8. März 1953 bei den jeweils mit 3:1 daheim gewonnenen Viertel- und Halbfinalspielen gegen Hamborn 07 und Wormatia Worms. Das anschließende am 1. Mai 1953 im Düsseldorfer Rheinstadion vor 37.000 Zuschauern gegen Rot-Weiss Essen ausgetragene Finale, wurde mit 1:2 verloren; das Anschlusstor von Jupp Derwall in der 56. Minute war das einzige Tor, das seiner Mannschaft gelang.
Die Saison 1953/54 spielte er für Eintracht Trier in der Oberliga Südwest, bevor er die Saison 1954/55 für die SpVgg Fürth in der Oberliga Süd absolvierte und nach Trier zurückkehrte.
Seine zweite Spielzeit für Eintracht Trier währte von 1955 bis 1959, wobei die letzte Saison mit dem achten Platz seine beste mit dieser Mannschaft war.
Danach verschlug es ihn nach Luxemburg, wo er von 1959 bis 1962 für den Erstligisten CS Grevenmacher spielte. Seine aktive Fußballerkarriere ließ er schließlich beim FC Jeunesse Wasserbillig als Spielertrainer ausklingen, wobei er zunächst mit der Mannschaft in der zweitklassigen Ehrendivision spielte und am Saisonende den Aufstieg in die Nationaldivision 1963 schaffte. In der Saison 1966/67 trainierte er den FC Aris Bonneweg und führte ihn in der 12 Vereine starken Nationalliga auf den vierten Platz.

## Erfolge
- DFB-Pokal-Finalist 1953